# 752
752 (DCCLII) var ett skottår som började en lördag i den julianska kalendern.

## Händelser

### Mars
- 23 mars – Sedan Zacharias har avlidit den 15 mars väljs Stefan till påve och tar namnet Stefan II. Han avlider dock redan tre dagar senare, innan han hinner krönas. Därför räknas han numera inte som legitim påve och näste Stefanpåve antar därför också ordningsnumret II.
- 26 mars – Den valde påven Stefan avlider och samma dag väljs Stefan II till ny påve. Från 1500-talet till 1961 räknas den valde Stefan som legitim påve med namnet Stefan II och därför benämns Stefan II under denna tid Stefan III.

## Födda
- Irene, kejsarinna av Bysantinska riket.
- Theofanes Confessor, bysantinsk historiker, munk och helgon.

## Avlidna
- 15 mars – Zacharias, påve sedan 741.
- 26 mars – Stefan, vald påve sedan 23 mars detta år.